# Tökös ötös (film, 2016)
A Tökös ötös (eredeti cím: Five) 2016-ban bemutatott francia film, amelyet Igor Gotesman rendezett.
A forgatókönyvet Igor Gotesman írta. A producerei François Kraus és Denis Pineau-Valencienne. A főszerepekben Pierre Niney, François Civil, Igor Gotesman, Margot Bancilhon és Idrissa Hanrot láthatóak. A zeneszerzője Gush. A tévéfilm gyártója a Les Films du Kiosque, a Cinefrance 1888 és a France 2 Cinéma, forgalmazója a StudioCanal. Műfaja filmvígjáték. 
Franciaországban 2016. március 30-án, Magyarországon 2016. október 27-én mutatták be a mozikban.

## Szereplők
| Szereplő             | Színész           | Magyar hang         |
| -------------------- | ----------------- | ------------------- |
| Samuel               | Pierre Niney      | Molnár Levente      |
| Timothée             | François Civil    | Előd Álmos          |
| Vadim                | Igor Gotesman     | Hamvas Dániel       |
| Julia                | Margot Bancilhon  | Nemes Takách Kata   |
| Nestor               | Idrissa Hanrot    | Fehér Tibor         |
| Maïa                 | Lucie Boujenah    | Gáspár Kata         |
| Mme Simon            | Michèle Moretti   | Molnár Zsuzsa       |
| Barnabé, Sophie apja | Pascal Demolon    | Kőszegi Ákos        |
| Gérard               | Bruno Lochet      | Péter Richárd       |
| Samuel apja          | Philippe Duclos   | Áron László         |
| Fanny                | Fanny Ardant      | Kiss Mari           |
| Camille              | Alexandre Roth    | Kokas Piroska       |
| Emilie               | Louise Coldefy    | Vadász Bea          |
| Willy                | Ali Marhyar       | Rada Bálint         |
| Chantale             | Lise Lamétrie     | Réti Szilvia        |
| M. Limoges           | Stéphan Wojtowicz | Petridisz Hrisztosz |
| Omar                 | Hedi Bouchenafa   | Karácsonyi Zoltán   |
| Bento                | Paco Boublard     | Tóth Zoltán         |
| Piroska              | TBA               | Halász Aranka       |
| Kirné                | TBA               | Tóth Szilvia        |